# 전봉석
전봉석(田奉錫, 1968년 2월 28일 ~ ) 은 KBO 리그의 전 포수이며, 2003년 제주관광산업고 (현 제주고등학교) 감독을 역임했다. 

## 출신학교
- 마산동중학교
- 마산상업고등학교
- 경성대학교 (1986학번)

## 등번호
- 45번 (1990년 ~ 1991년)
- 22번 (1992년 ~ 1998년)